# Dolichopus sinuatus
Dolichopus sinuatus är en tvåvingeart som beskrevs av Negrobov och Barkalov 1978. Dolichopus sinuatus ingår i släktet Dolichopus och familjen styltflugor. Inga underarter finns listade i Catalogue of Life.